# 데이비드 헌터
데이비드 헌터(David Hunter, 1802년 7월 21일 - 1886년 2월 2일)은 남북 전쟁 때의 북군 장군이다. 헌터는 1862년에 남부 3주 노예를 해방한다는 승인되지 않은 명령을 발표했으며(즉시 취소되었음)와 에이브러햄 링컨 대통령의 암살에 관련된 음모들의 재판을 담당한 군법위원회 위원장을 맡아 명성을 얻었다.

## 어린 시절
헌터는 뉴욕주 트로이시 또는 뉴저지 프린스턴에서 태어났다. 그는 작가이자, 일러스트레이터 데이비드 헌터 스토로더(역시 북군의 장군을 지낸)의 사촌이며, 외할아버지는 미국 독립 선언의 서명자 중 한 사람인 리처드 스톡턴이었다. 헌터는 1822년에 육군 사관학교를 졸업하고 제5 미합중국 보병 연대의 소위로 임관되었다. 남북 전쟁 이전의 군 경력 기록에 대한 상당한 공백이 있다. 1828년에서 1831년에는 북쪽 변방의 디어본 요새(일리노이 시카고)에 주둔하였고 그래서 시에서 최초의 영구 백인 주민 존 킨지의 딸 마리아 킨지와 만나 결혼했다. 11년을 보병에서 복무한 후 1833년 제1 미합중국 기병 군단 대위에 임명되었다. 1836년 7월 퇴역하면서, 일리노이로 이주하여 거기서 부동산 중개인 혹은 투기자로 일했다. 1841년 11월에 군대에 급여 담당자로 다시 입대해 1842년 3월 소령으로 승진했다. 남아있는 사료에 의하면 제2차 세미놀 전쟁(1838년 -1842년) 및 멕시코-미국 전쟁(1846년 -1848년)에 참전한 것으로 되어 있다.
1860년, 헌터는 캔자스 레번워스 요새에 주둔하였고, 헌터는 강력한 노예제도 반대주의자였던 에이브러햄 링컨과 펜팔을 시작했다. 이 관계는 그 후 오랫동안 지속되었고, 그 첫 번째로 1861년 2월에 링컨이 일리노이주 스프링필드에서 워싱턴 DC까지 대통령 취임을 위해 기차 여행을 할 때, 동승자로 초대되었다. 이 임무 때 헌터는 뉴욕주 버팔로에서 차기 대통령 선거에서 군집한 군중들에게 떠밀려 쇄골을 탈구했다.

## 남북 전쟁
섬터 요새 전투 직후에 헌터는 제3 미합중국 기병대 대령으로 승진했지만, 그 3일 후인 1861년 5월 17일, 링컨 정권과의 정치적 관계에 힘을 얻어 4번째 순위 지원병 준장으로 임명되었으며, 워싱턴 방면군 1개 여단을 지휘했다. 어빈 맥도웰의 밑에 하나의 사단을 이끌었고, 1861년 7월 제1차 불런 전투에 참전하여 목과 뺨에 상처를 입었다. 8월에는 지원병 소장으로 승진했다. 존 C. 프레몬트 소장이 맡고 있는 서부군에서 사단장을 역임하였으며, 프레몬트가 지휘관에서 해임된 후 11월 2일, 서부방면군 사령관에 임명되었다. 그 해 겨울, 캔자스 방면군 사령관으로 전보하였고, 1862년 3월 다시 남부 방면군과 제10군단 지휘관으로 전임되었다.

### 장군령 제11호
헌터는 흑인을 북군으로 무장시키는 것을 강하게 옹호했다. 4월 풀라스키 요새 전투 후 사우스캐롤라이나의 점령 지역에서 흑인 병사의 징병을 시작하여, 북군의 연대로는 최초로 제1 사우스캐롤라이나(흑인) 연대를 결성하였고, 처음에는 의회에서 해산 명령을 받았지만, 결국 그 작전에 대한 승인을 얻었다. 두 번째 논쟁은 헌터가 조지아에서 사우스캐롤라이나와 플로리다에 노예를 해방하는 명령을 발표함으로써 촉발되었다. 그가 내린 명령은 다음과 같다.
남부 방면군을 구성하는 조지아, 사우스캐롤라이나와 플로리다 3개 주는 최근 더 이상 미국의 보호 하에 있지 않음을 마음대로 선언하고, 소위 미합중국에게 무기를 겨누었다. 고로 계엄령을 선포할 군사적 필요성이 생겼다. 따라서 1862년 4월 25일에 조치를 취한 것이다. 자유국에서 노예와 계엄령은 양립불가한 것이다. 이 3개 주, 조지아, 사우스캐롤라이나와 플로리다의 사람들은 지금까지 노예 제도를 유지해 오고 있으며, 그러므로 영원히 해방을 선언한다.— 데이빗 헌터 소장, 남부 방면군 명령 제11호, 1862년 5월 9일